# هادسوند
هادسوند (به لاتین: Hadsund) یک شهرک در دانمارک است که در Mariagerfjord Municipality واقع شده‌است. هادسوند ۵٬۵۲۰ نفر جمعیت دارد.